# Hans Peter Krings
Hans Peter Krings (* 7. August 1954 in Mönchengladbach) ist ein deutscher Geistes- und Sozialwissenschaftler. Er ist Professor für Angewandte Linguistik mit dem Schwerpunkt Romanische Sprachen / Internationale Kommunikation im Fachbereich 10 der Universität Bremen.
Krings lehrt zur Vermittlung Romanischer Sprachen und forscht u. a. im Bereich der Übersetzungswissenschaften. Er ist mitverantwortlich für den interdisziplinär angelegten angewandt-philologischen Studiengangs "Sprachmanagement und Internationale Kommunikation".
An der Universität Bremen und darüber hinaus ist er vielen Studierenden als Initiator des Bremer Schreibcoachs bekannt.

## Werdegang
Krings studierte Romanische Philologie, Sozialwissenschaften, Pädagogik und Philosophie an der Ruhr-Universität Bochum. Er legte das Erste Staatsexamen für das Lehramt für Gymnasien für Französisch und Italienisch ab. Anschließend arbeitete er ein Jahr in einem Übersetzungsbüro in Ancona (Italien) und einer privaten Sprachschule als Lehrer für Deutsch als Fremdsprache.
Von 1981 bis 1986 war er am Seminar für Sprachlehrforschung der Ruhr-Universität Bochum, anfänglich als Wissenschaftliche Hilfskraft, dann als Wissenschaftlicher Mitarbeiter tätig. 1985 folgte seine Promotion zum Dr. phil. im Fach Sprachlehrforschung mit der Arbeit „Was in den Köpfen von Übersetzern vorgeht. Eine empirische Untersuchung zur Struktur des Übersetzungsprozesses an fortgeschrittenen Französischlernern“. Weitere Promotionsfächer waren Romanische Philologie und Sozialwissenschaften.
Von 1985 bis 1986 war Krings Mitinitiator und Wissenschaftlicher Mitarbeiter im DFG-Projekt "Besonderheiten des Tertiärsprachenunterrichts auf der gymnasialen Oberstufe in den Fächern Italienisch und Spanisch". 1995 wurde Krings im Fach „Angewandte Sprachwissenschaft“ an der Universität Hildesheim mit der Schrift „Texte reparieren. Empirische Untersuchungen zum Prozess der Nachredaktion von Maschinenübersetzungen.“ habilitiert.
Nach weiteren beruflichen Stationen wurde er 1999 Professor für "Angewandte Linguistik mit dem Schwerpunkt Romanische Sprachen/Internationale Kommunikation" im Fachbereich "Sprach- und Literaturwissenschaften" der Universität Bremen.
2003 erhielt er die Ehrendoktorwürde der Wirtschaftsuniversität Kopenhagen für das wissenschaftliche Gesamtwerk im Bereich der Übersetzungswissenschaft.

## Publikationen (Auswahl)
- Krings, Hans P.: Fremdsprachenlernen mit System. Das große Handbuch der besten Strategien für Anfänger, Fortgeschrittene und Profis. ISBN 978-3-87548-783-1 Hamburg, Helmut Buske Verlag, 2016
- Krings, H.P. (Hrsg.): Wissenschaftliche Grundlagen der Technischen Kommunikation (1996): Wieviel Wissenschaft brauchen Technische Redakteure? Zum Verhältnis von Wissenschaft und Praxis im Bereich der Technischen Dokumentation. In: Tübingen: Gunter Narr Verlag, 1996. S. 5–128.
- Das Testing. In: Veronesi, D./Cavagnoli, St. (Hrsg.): Glottodidattica settoriale modularizzata per gruppi specifici: l'italiano per giuristi ed economisti. Bozen: Accademia Europea di Bolzano, Area scientifica 'Lingua e diritto' 1997. S. 97–122.
- Das Medium ist nicht die Message – Zur Entwicklung von computergestützten fremdsprachlichen Lesekursen. In: Helbig, B./Kleppin, K./Königs, F.G. (Hrsg.), Sprachlehrforschung im Wandel. Beiträge zur Erforschung des Lehrens und Lernens von Fremdsprachen. Festschrift für Karl-Richard Bausch. Tübingen: Stauffenberg 2000. S. 205–220.
- Italienisch. In: Bausch, K. R./Christ, H./ Krumm, H. J. (Hrsg.): Handbuch Fremdsprachenunterricht. 4. erw. und überarb. Auflage. Tübingen: A. Francke (2002)